# 찻차완 카올라오
찻차완 카올라오(태국어: ชัชวาล ขาวละออ, 별명: 맥스(แมกซ์) →MAX), 1988년 1월 28일~)는 태국의 태권도 선수이다. 그는 2010년 아시안 게임 태권도 시합에서 우승하여 금메달을 획득하였다. 그의 지도 감독은 최영석이다. 현재, 그는 까셈 분딧 대학교를 다니고 있으며, 현재 《더 킥》 영화 제작팀으로부터 영화 촬영을 요청받아, 그는 퐁시 사리따와 공동 주연으로 촬영하고 있다.
카올라오는 루암까딴유 재단(태국어: มูลนิธิร่วมกตัญญู)을 위한 자원봉사를 하고 있다.

## 상훈
- 디렉쿠나폰 훈장 3등급(2009년)